# Marveldtoernooi
Het Marveldtoernooi is een internationaal voetbaltoernooi voor C1-jeugdvoetballers, dat sinds 1990 jaarlijks gehouden wordt op het terrein van de SV Grol en Camping Marveld, te Groenlo. Het toernooi kent ieder jaar een sterk bezet deelnemersveld, waarbij 5 Nederlandse en 7 buitenlandse topploegen strijden om de titel. Tevens zijn jaarlijks enkele top-scheidsrechters aanwezigen om de wedstrijden te fluiten, zoals Kevin Blom, Jeroen Sanders etc. Als organiserend team heeft de SV Grol het voorrecht van deelname ieder jaar. Het Marveldtoernooi wordt niet alleen op deelnemersveld sterker, maar ook de arbitrage wordt sterker door middel nu alleen maar top-scheidsrechters te hebben en ook enkele top-grensrechters.

## 2015
Het Marveldtoernooi werd in 2015 gehouden van 29 t/m 31 mei 2015. De deelnemers waren: SV Grol, AFC Ajax, PSV, FC Twente, Feyenoord, Atlético Paranaense, Manchester United, FC Barcelona, Paris Saint-Germain, Right to Dream, Dinamo Moskou, Arsenal. Het toernooi werd gewonnen door het Ghanese Right to Dream.

## 2014
Het 25e Marveldtoernooi werd gehouden van 23 t/m 25 mei 2014. De deelnemers waren:  FC Twente, FC Barcelona, Manchester United, Fluminense FC, Atlético Paranaense, SV Grol, PSV, Bayer 04 Leverkusen, Real Madrid CF, Club Deportivo Guadalajara en AFC Ajax

## 2013
De deelnemers van het 24e Marveldtoernooi (2013) waren:  FC Twente, Vitesse, Manchester United, Kashiwa Reysol, Atlético Paranaense, SV Grol, AFC Ajax, PSV, Bayer 04 Leverkusen, Real Madrid CF, Paris Saint-Germain en Mexico National Team

## 2012
De deelnemers van het 23e Marveldtoernooi (2012) waren: AFC Ajax, Feyenoord, PSV, FC Twente, SV Grol, Bayer 04 Leverkusen, Feyenoord Fetteh, Real Madrid CF, Manchester United, Liverpool, Olympique Marseille, National Team USA.

## 2011
De deelnemers van het 22e Marveldtoernooi (2011) waren: AFC Ajax, Auxerre, Feyenoord, PSV, FC Twente, Real Madrid CF, SV Grol, RSC Anderlecht, Manchester United, Zenit Sint Petersburg, Liverpool, Brøndby IF.

## 2010
De deelnemers van het 21e Marveldtoernooi (2011) waren: AFC Ajax, RSC Anderlecht, AJ Auxerre, Brøndby IF, Feyenoord, Galatasaray SK, SV Grol, FA Konoplev (jeugd academie Rusland), Manchester United FC, PSV Eindhoven, Real Madrid CF en FC Twente. AJ Auxerre sleepte na 2009 in 2010 wederom de titel in de wacht. Roelof Luinge en Kevin Blom waren aanwezig als scheidsrechter.

## Erelijst
- 1990 SV DCS
- 1991 BV De Graafschap
- 1992 N.E.C.
- 1993 Feyenoord
- 1994 Sparta Rotterdam
- 1995 Feyenoord
- 1996 Bayer 04 Leverkusen
- 1997 Feyenoord
- 1998 AFC Ajax
- 1999 Bayern München
- 2000 Bayer Leverkusen
- 2001 PSV
- 2002 Bayer Leverkusen
- 2003 AFC Ajax
- 2004 AFC Ajax
- 2005 FC Barcelona
- 2006 Supersport United FC
- 2007 PSV
- 2008 Hertha BSC
- 2009 AJ Auxerre
- 2010 AJ Auxerre
- 2011 Real Madrid CF
- 2012 Bayer 04 Leverkusen
- 2013 Atlético Paranaense
- 2014 PSV